# 1668
Năm 1668 ('MDCLXVIII) là một năm nhuận bắt đầu vào Chủ Nhật (liên kết sẽ hiển thị đầy đủ lịch) trong lịch Gregory (hoặc một năm nhuận bắt đầu vào thứ Tư trong lịch Julius chậm hơn 10 ngày).